# Jakob Kavčič (kanonik)
Jakob Kavčič, slovenski duhovnik, kanonik in nabožni pisec, * 14. maj 1862, Sv. Peter pri Radgoni, † 7. julij 1915, Gradec.

## Življenje in delo
Rojen je bil 14. maja 1862 pri Sv. Petru pri Radgoni očetu Janežu in materi Agnezi (rojeni Horvat). Po odlično dokončani ljudski šoli v Gornji Radgoni je šel na gimnazijo v Maribor. Kot četrtošolec je bil leta 1878 sprejet med prvimi gojenci v dijaško semenišče, kjer je bil vzor marljivosti in vzglednega vedenja. Po maturi je šel v bogoslovje, kjer je nadaljeval svoje neumorne študije in hrepenenje po nravni popolnosti. V 3. letniku je bil v duhovnika posvečen, 18. julija 1885. Naslednje leto, po končanih bogoslovnih naukih, je bil poslan kot kaplan v Ribnico na Pohorju, kjer je služboval dve leti. Potem je prišel kot kaplan leta 1888 k sv. Magdaleni v Maribor. Že prihodnje leto 1889 je bil imenovan za kornega vikarja pri stolnici v Mariboru, katero službo je opravljal do 14. aprila 1893. Nekaj nad eno leto je bil pozneje stolni kaplan. 14. avgusta 1894 je bil imenovan za veroučitelja na slovenskih paralelkah c. kr. gimnazije v Mariboru. Po ustanovitvi ženskega učiteljišča pri čč. šolskih sestrah v Mariboru je bil imenovan za veroučitelja tudi na tem zavodu. 31. avgusta 1909 je bil imenovan za kanonika kn. šk. lavantinskega kapitlja v Mariboru. Umrl je 8. julija 1915 v graški bolnišnici.

## Dela
- O značaju in njegovih lastnostih (COBISS)
- Katoliška liturgika za šolski in domači pouk (COBISS), (COBISS)
- Simbolika v starem zakonu (COBISS)